# España Sagrada
España Sagrada. Theatro Geográphico-Histórico de la Iglesia de España és una obra d'història eclesiàstica espanyola, d'una importància extraordinària per la inclusió de nombrosos documents, notícies, il·lustracions i antiguitats de tota mena. Va ser concebuda i en bona part escrita pel frare agustí Enrique Flórez durant el segle xviii i, més endavant, continuada per altres frares agustins i la Reial Acadèmia de la Història. L'obra, que va agrupar un total de 56 volums en ser finalitzada, va sorgir en l'època de la Il·lustració. Destaca també pel seu esperit crític i objectiu, seguint una metodologia científica per verificar els fets històrics, que la va convertir en un clàssic de la historiografia espanyola.

## Història
La idea de confeccionar una història eclesiàstica espanyola comença a formar-se el 1734, de la mà de Gregori Maians, i més endavant d'altres d'historiadors com Agustín de Montiano. Tanmateix, l'alt cost econòmic que suposava, per la realització de nombrosos viatges per consultar els arxius eclesiàstics de cada diòcesi i arxidiòcesi el feia inviable. Després d'un intent infructuós, obra d'Alonso Verdugo, es va generar malestar dintre de la Reial Acadèmia de la Història a causa del rebuig dels diversos projectes que s'havien presentat.
Flórez sembla que havia començat l'obra el 1742, quan es documenta que va iniciar a realitzar nombrosos viatges. El frare agustí va rebre el suport de Juan de Iriarte, amic i company de Maians, i de fra Martín Sarmiento, que va aportar molts documents i manuscrits inèdits per realitzar l'obra. Originalment va comptar amb el suport literari del mateix Maians i amb el finançament econòmic de Ferran VI, perquè aquesta obra convenia a la seva política regalista. Finalment el 1747 va sortir a la llum España Sagrada de Flórez. En el moment de la seva publicació, España Sagrada va representar una fita en la historiografia a l'Espanya de la Il·lustració, perquè es basava en materials i documents originals, convertint-se en una obra de referència d'erudició i autoritat per als historiadors del moment i posteriors. Flórez va confeccionar un total de 29 volums, els cinc primers entre 1747 i 1750, i la resta progressivament fins a 1775, dos de forma pòstuma. Continuarien la tasca els frares agustins Manuel Risco, Antolín Merino i José de la Canal fins a 1836, quan amb la desamortització, l'obra va recaure en la Reial Acadèmia de la Història, i no es va acabar fins al segle xx.
El 2014 es va publicar una nova edició de tota la col·lecció, amb un tom addicional com a índex, editada per Rafael Lazcano, que modernitza la grafia i corregeix errades d'escriptura.

## Metodologia
La metodologia que va seguir per dur a terme l'obra va ser en consonància amb els ideals del nou segle i de la Il·lustració, però sempre dintre de la fidelitat a l'Església. Per tant, es tracta d'una obra crítica i amb rigor, buscant sempre la veritat i allunyant-se de l'obscurantisme, que busca seguir el mètode científic dintre del camp de la història. Per a sostenir les seves idees es basa en documents, textos, mapes i altres fonts, tant d'origen eclesiàstic com laic, a més de revisar nombrosos arxius i biblioteques, i en definitiva de verificar les dades que llegeix, amb abundants fonts documentals i seguint autors fidedignes, de fet, allà on no era capaç de demostrar o dilucidar la veritat, no ho afirma amb seguretat.
Per a la realització, va dur a terme viatges o expedicions literàries de les quals tornava amb documents inèdits, monedes, còpies d'inscripcions, i altres artefactes. A més, Flórez, que havia estudiat teologia, va haver d'enfrontar-se a moltes matèries que eren desconegudes per a ell com l'epigrafia, la paleografia, la numismàtica, entre d'altres. Tanmateix, segons Jesús Salas, malgrat viatjar per bona part d'Espanya, manca coneixement directe d'alguns llocs, com és el cas de la descripció de la torre d'Hèrcules, feta de manera indirecta.

## Contingut
L'obra compta amb un total de 56 toms, dels quals 29 els va arribar a confeccionar el mateix Flórez fins a la seva mort. Els dos primers volums tracten sobre la geografia i la cronologia de la institució eclesiàstica a la península Ibèrica, mentre la resta de volums acostumen a tractar sobre estudis concrets de les diòcesis i arxidiòcesis espanyoles, i dels canvis introduïts amb el temps.
| Tom     | Títol |
| ------- | --- |
| I       | Clave geográfica |
| II      | Cronología de la historia antigua |
| III     | Predicación de los Apóstoles en España |
| IV      | Origen y proceso de los obispados |
| V       | Provincia Cartaginense |
| VI      | Iglesia de Toledo en cuanto metropolitana |
| VII     | Iglesias sufragáneas antiguas de Toledo: Acci, Arcávica, Basti, Reacia, Bigastro, Cástulo, Compluto, Dianio, Elotana Ilici, Mentesa, Oreto y Osma |
| VIII    | Iglesias que fueron sufragáneas de Toledo: Palencia, Setabi, Segovia, Segobriga, Segoncia, Valencia, Valeria y Urci                               |
| IX      | Provincia Bética e Iglesia de Sevilla |
| X       | Iglesias sufragáneas antiguas de Sevilla: Abdera, Asido, Astigi y Córdoba                                                                         |
| XI      | Vidas y escritos de algunos varones ilustres cordobeses que florecieron en el siglo nono                                                          |
| XII     | Iglesias sufragáneas antiguas de Sevilla: Égabro, Elepla, Eliberi, Itálica, Málaga y Tucci                                                        |
| XIII    | Iglesia de Lusitania y su metrópoli Mérida |
| XIV     | Iglesias de Ávila, Calabria, Coria, Coimbra, Évora, Egitana, Lamego, Lisboa, Ossonaba, Pacense, Salamanca, Viseo y Zamora                         |
| XV      | Provincia antigua de Galicia y su metrópoli, la Iglesia de Braga                                                                                  |
| XVI     | Iglesia de Astorga |
| XVII    | Iglesia de Orense |
| XVIII   | Iglesias Britoniense y Dumiense |
| XIX     | Iglesia Iriense y Compostelana, hasta su primer arzobispo                                                                                         |
| XX      | Historia Compostelana |
| XXI     | Iglesia de Porto de la Galicia antigua |
| XXII    | Iglesia de Tuy |
| XXIII   | Iglesia de Tuy |
| XXIV    | Cantabria y Antigüedades tarraconenses |
| XXV     | Iglesia de Tarragona |
| XXVI    | Iglesias de Auca, Valpuesta y de Burgos |
| XXVII   | Iglesias colegiales, monasterios y santos de la diócesis de Burgos: conventos, parroquias y hospitales de la ciudad                               |
| XXVIII  | Iglesia Ausonense |
| XXIX    | Iglesia de Barcelona |
| XXX     | Iglesia de Zaragoza |
| XXXI    | Varones ilustres cesaraugustanos |
| XXXII   | Vasconia. Iglesias de Calahorra y de Pamplona |
| XXXIII  | Antigüedades civiles y eclesiásticas de Calahorra, y obispados de Nágera y Álava                                                                  |
| XXXIV   | Iglesia de León |
| XXXV    | Iglesia de León |
| XXXVI   | Iglesia de León |
| XXXVII  | Región de los asturos, reino de Asturias y memoria de sus reyes. Fundación de la ciudad e iglesia de Oviedo                                       |
| XXXVIII | Iglesia de Oviedo |
| XXXIX   | Iglesia de Oviedo. Historia de la fundación del principado de Asturias                                                                            |
| XL      | Ciudad e Iglesia de Lugo |
| XLI     | Iglesia de Lugo |
| XLII    | Antigüedades civiles y eclesiásticas de las ciudades de Dertosa, Egara y Empurias                                                                 |
| XLIII   | Iglesia de Gerona |
| XLIV    | Iglesia de Gerona |
| XLV     | Iglesia de Gerona, colegiatas, monasterios y conventos                                                                                            |
| XLVI    | Iglesias de Lérida, Roda y Barbastro |
| XLVIII  | Iglesia de Barbastro |
| XLIX    | Iglesia de Tarazona |
| L       | Iglesias de Tarazona y de Tudela |
| LI      | Obispos españoles titulares de las iglesias in partibus infidelium, o auxiliares de las de España                                                 |
| LII     | Tablas abreviadas para la reducción del cómputo árabe y del hebraico al cristiano y viceversa                                                     |
| LIII    | Iglesia apostólica de Iliberri |
| LIV     | Iglesia apostólica de Iliberri |
| LV      | Iglesia apostólica de Iliberri |
| LVI     | Iglesia apostólica de Iliberri |